# Монаршик
Мона́ршик (Hypothymis) — рід горобцеподібних птахів родини монархових (Monarchidae). Представники цього роду мешкають в Південній і Південно-Східній Азії.

## Види
Виділяють чотири види:
- Монаршик гіацинтовий (Hypothymis azurea)
- Монаршик малий (Hypothymis puella)[5][6]
- Монаршик короткочубий (Hypothymis helenae)
- Монаршик довгочубий (Hypothymis coelestis)